# Jan Milič
Jan Milič z Kroměříže (in latino Ioannes Milicius; in tedesco: Johann Militsch; Kroměříž, ? tra il 1320 e il 1325 – Avignone, 29 giugno 1374) è stato un religioso e scrittore ceco, diventato un fervente predicatore che durante il XIV secolo aprì la strada all'attività riformatrice di Jan Hus.

## Biografia
Non si sa molto della vita di Milič.
Era nato a Kroměříž in Moravia e non si conosce la sua data di nascita. 
Prende gli ordini sacerdotali nel 1350, tra il 1358 e il 1360 ricopre il ruolo di archivista e tra il 1360 e il 1362 lavora come correttore presso la cancelleria imperiale di Carlo IV, che accompagna in Germania diverse volte.
Nell'ottobre 1362 riceve un canonicato nella Cattedrale di Praga, insieme alla dignità di arcidiacono.
Nel dicembre del 1363 si dimette da tutti i suoi incarichi per diventare un predicatore puro e semplice: agli studiosi si rivolge in latino, e (novità per i tempi) ai laici nella loro lingua ceca o in tedesco, che aveva imparato per lo scopo.
Si distingue per la sua povertà apostolica e ben presto suscita l'ostilità dei frati mendicanti.
Il successo del suo lavoro si fa evidente nel modo in cui trasforma la famigerata via Benátky ("Venezia") nel quartiere Città Vecchia di Praga in una istituzione benefica chiamata Nový Jeruzalem ("Nuova Gerusalemme").
Come ritiene di aver visto il male dentro e fuori dalla chiesa alla luce delle Scritture, in lui cresce la convinzione che l'"abominio della desolazione" va ora visto nel tempio di Dio e che l'anticristo era venuto tra gli uomini.
Per questo motivo nel 1367 decide di recarsi a Roma dal Papa Urbano VI, che doveva giungere apposta da Avignone per esporgli questi punti di vista. 
Appone al portone di San Pietro un cartello che annuncia i suoi propositi, ma prima che possa consegnarlo viene gettato in carcere da parte dell'Inquisizione.
Urbano VI, tuttavia, al suo arrivo da Avignone, ordina il suo rilascio, dopodiché Jan Milič torna a Praga e tra il 1369 e il 1372, si mette a predicare ogni giorno nella Chiesa di Týn.
In quell'anno il clero dell'arcidiocesi locale si lamenta di lui in 12 articoli inviati alla corte papale di Avignone presso la quale Milič viene convocato durante la Quaresima del 1374.
Giunto ad Avignone, Milič muore nello stesso anno, non molto tempo dopo essere stato dichiarato innocente e autorizzato dal Papa a continuare la sua predicazione.

## Opere

### In lingua latina
- Libellus de Antichristo ("Il (piccolo) libro sull'Anticristo"), (scritto in carcere a Roma)

- Gratiae Dei
- Abortivus
- Lectiones quadragesimales ("I Sermoni della Quaresima")

### In lingua tedesca
- Preghiere per la predicazione
- Sermoni

### In lingua ceca
- Modlitby po kázání ("La preghiera dopo i Sermoni")